# John Boozman
John Nichols Boozman (nascido em 10 de dezembro de 1950) é um político norte-americano senador do Arkansas desde 2011. Ele foi eleito para o senado dos Estados Unidos em 2010, derrotando a senadora democrata Blanche Lincoln, e tomou posse em janeiro de 2011. Ele é membro do Partido Republicano.
Boozman foi eleito para o Congresso dos Estados Unidos após seu antecessor, Asa Hutchinson, renunciar para ocupar o cargo de o chefe da Drug Enforcement Administration. Boozman foi eleito com unanimidade em 2002, derrotando o democrata Jan Judy por uma margem de 59% contra 38% em 2004, e em 2006, derrotou o democrata Woodrow Anderson III. Ele foi reeleito por unanimidade em 2008.
Boozman decidiu se candidatar à eleição para o senado de Arkansas em 2010. Ele venceu a primária republicana em maio de 2010. Boozman derrotou Blanche Lincoln com cerca de 58% dos votos.
É formado em Optometria pelo Southern College of Optometry em 1977, é co-fundador do Boozman-Hof Regional Eye Clinic em Rogers, que acabou se tornando a maior clínica de cuidado visual do nordeste do Arkansas. Ele estabeleceu o programa de baixa visão do  Arkansas School for the Blind in Little Rock e trabalhou como optometrista voluntário numa área clínica que provia serviços de saúde para pessoas de baixa renda.